# あおい (企業)
株式会社あおいは、富山県富山市に本社を置き、畳・襖の製造販売だけではなく、畳の表替えをはじめ襖や網戸、障子の張替えやリフォームを手がけている企業である。

## 会社概要
「あたらし畳グループ」に参加することにより、全国規模ならではの良質素材を低コストで仕入れることができるルートと安定した製造ラインを確立している。また個人や旅館、飲食店などから畳やふすまを引き取り、自社工場で張り替えなどを手掛け、さらに加工済みのござを産地から大量に仕入れることでコストを抑えている。営業エリアは富山・石川・福井北陸3県のほか岐阜や長野、2013年には新潟市内に工場を設立するなど販路の拡大を図っている。

## 沿革
- 2003年（平成15年）4月 - 富山県富山市赤田地区にてあおい畳設立
- 2004年（平成16年）7月 - 本社を富山県富山市八日町地区に移転
- 2005年（平成17年）2月 - 有限会社あおい畳として法人化。
- 2007年（平成19年）
  - 4月 - 株式会社あおいに改組、社名変更。
  - 8月 - 本社を現在地に移転。
- 2010年（平成22年）3月 - 長野県長野市大橋南に株式会社あおい畳 長野工場を設立。
- 2013年（平成25年）3月 - 新潟県新潟市東区河渡庚に株式会社あおい畳 新潟工場を設立。